# Air Iceland Connect
Air Iceland Connect (bis Mai 2017 Air Iceland bzw. isländisch Flugfélag Íslands) war der Markenname der Flugfelag Islands ehf. Sie war eine isländische Fluggesellschaft mit Sitz in Reykjavík und Basis auf dem Flughafen Reykjavík. Flugfelag Islands ehf. war eine Tochtergesellschaft der Icelandair Group.

## Geschichte

Ehemaliges Logo der Air Iceland

Air Iceland wurde ursprünglich in Akureyri von Tryggvi Helgason als Norðurflug gegründet und am 1. Mai 1975 in Flugfélag Norðurlands umbenannt. Eine weitere Reorganisierung und Fusion der Icelandair Domestic und der Norlandair (Flugfélag Norðurlands) ergaben 1997 den bis Mai 2017 genutzten englischen und isländischen Namen. Seit Anfang Juni 2017 hieß die Fluggesellschaft nur noch Air Iceland Connect. Am 9. März 2021 gab die Icelandair Group bekannt, dass Air Iceland Connect mit Icelandair fusionieren wird, indem ab dem 16. März 2021 nationale und internationale Dienste vereint und der derzeitige Flugbetrieb unter der Marke Icelandair fortgesetzt wird.

## Flugziele

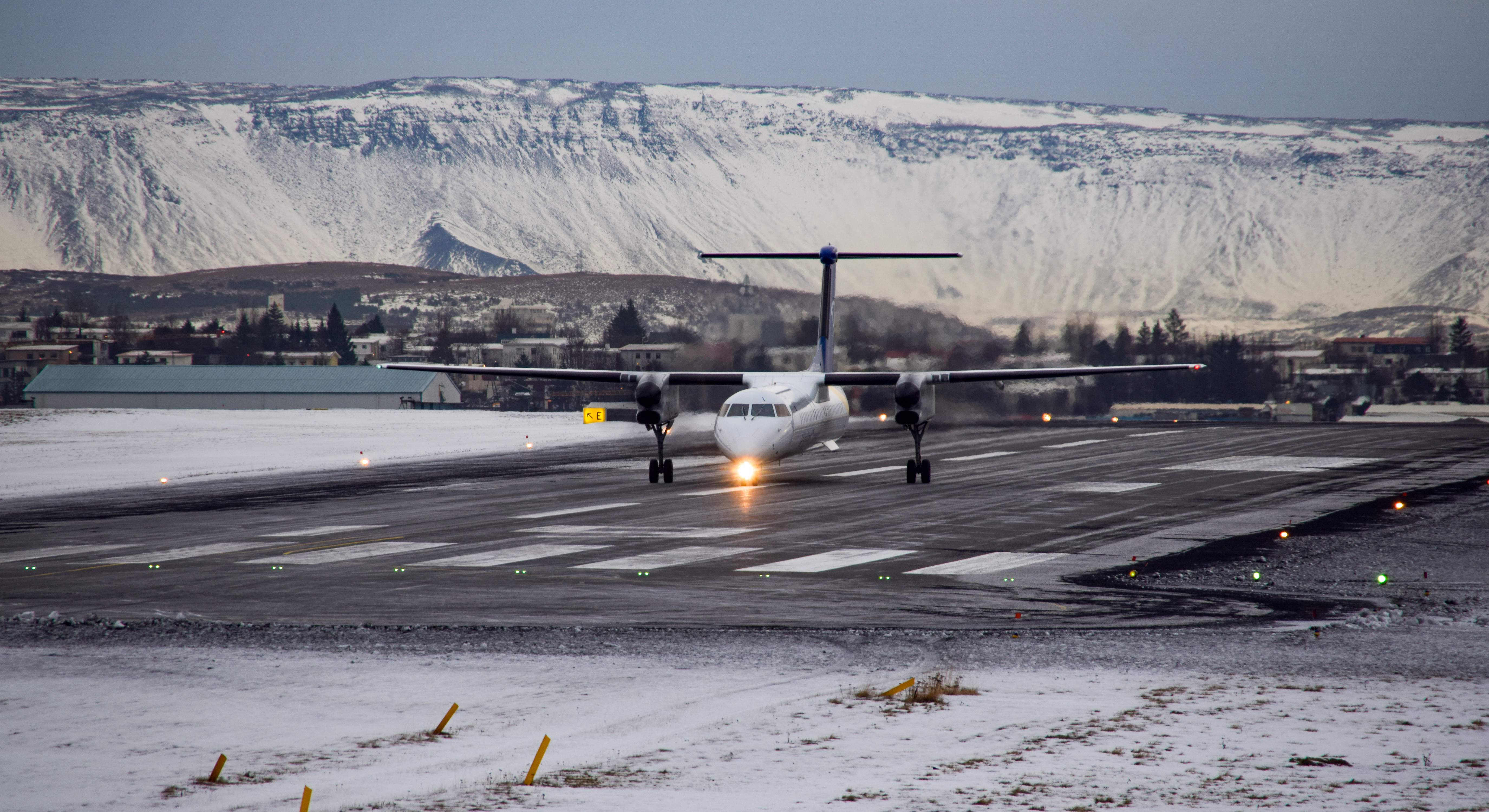
Eine De Havilland DHC-8-400 von Air Iceland Connect am Flughafen Reykjavík

Folgende Flugziele wurden von Air Iceland Connect bedient:
| Staat oder Landesteil | Ort oder Insel | IATA | ICAO | Flughafen                | Anmerkungen                                                  |
| --------------------- | -------------- | ---- | ---- | ------------------------ | ------------------------------------------------------------ |
| Färöer                | Vágar          | FAE  | EKVG | Flughafen Vágar          | Flüge vom Flughafen Keflavík, betrieben von Atlantic Airways |
| Grönland              | Ilulissat      | JAV  | BGJN | Flughafen Ilulissat      |                                                              |
| Grönland              | Kulusuk        | KUS  | BGKK | Flughafen Kulusuk        |                                                              |
| Grönland              | Narsarsuaq     | UAK  | BGBW | Flughafen Narsarsuaq     | Saisonal                                                     |
| Grönland              | Nerlerit Inaat | CNP  | BGCO | Flughafen Nerlerit Inaat |                                                              |
| Grönland              | Nuuk           | GOH  | BGGH | Flughafen Nuuk           |                                                              |
| Island                | Akureyri       | AEY  | BIAR | Flughafen Akureyri       |                                                              |
| Island                | Egilsstaðir    | EGS  | BIEG | Flughafen Egilsstaðir    |                                                              |
| Island                | Grímsey        | GRY  | BIGR | Flughafen Grímsey        |                                                              |
| Island                | Ísafjörður     | IFJ  | BIIS | Flughafen Ísafjörður     | Flüge vom Flughafen Akureyri, betrieben von Norlandair       |
| Island                | Keflavík       | KEF  | BIKF | Flughafen Keflavík       | Saisonale Basis                                              |
| Island                | Reykjavík      | RKV  | BIRK | Flughafen Reykjavík      | Basis                                                        |
| Island                | Vopnafjörður   | VPN  | BIVO | Flughafen Vopnafjörður   | Flüge vom Flughafen Akureyri, betrieben von Norlandair       |
| Island                | Þórshöfn       | THO  | BITN | Flughafen Þórshöfn       | Flüge vom Flughafen Akureyri, betrieben von Norlandair       |

Codesharing

Codeshare-Abkommen bestehen mit Atlantic Airways und Norlandair

## Flotte

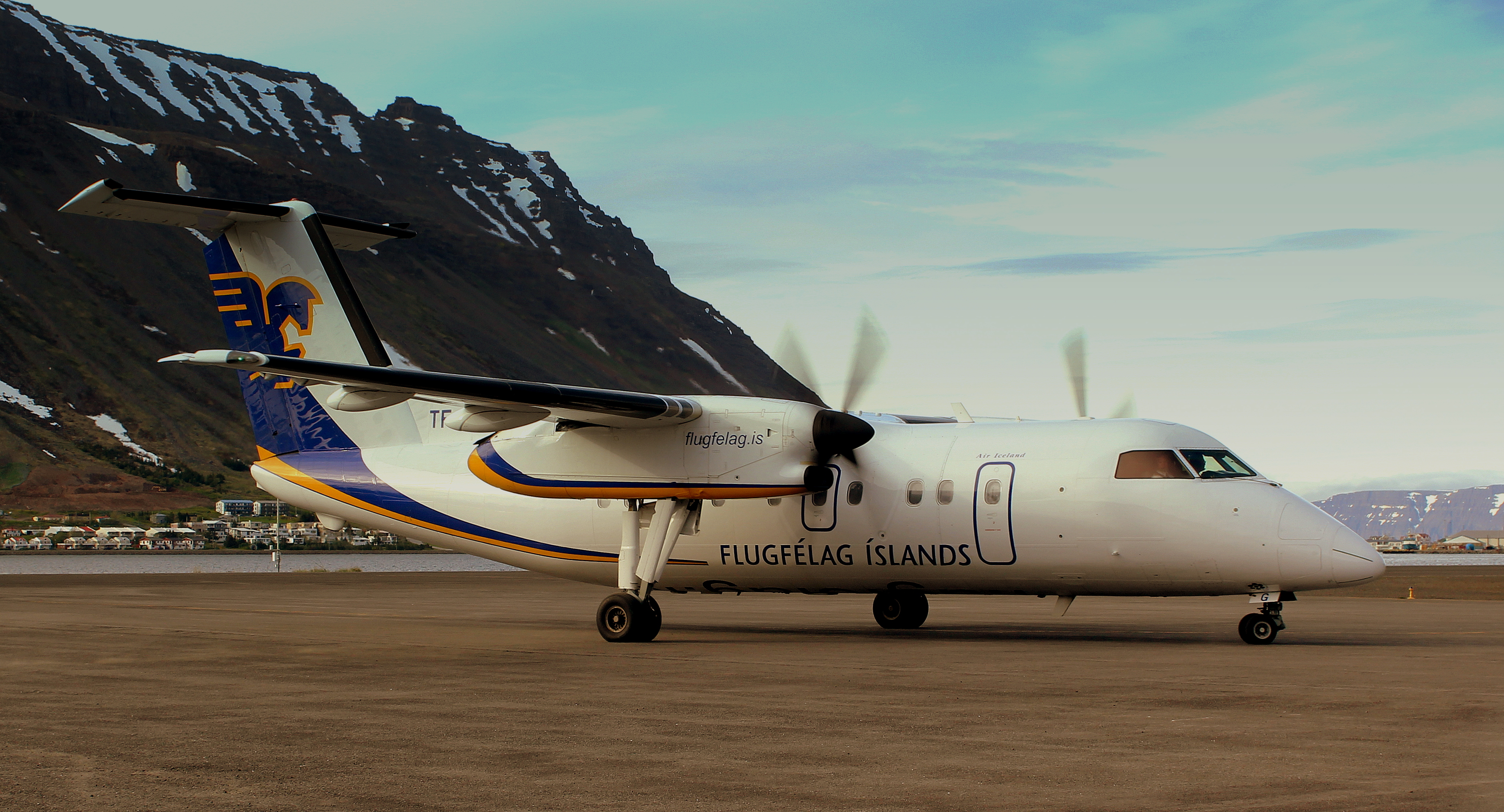
De Havilland DHC-8-100 der Air Iceland

Mit Stand April 2021 bestand die Flotte der Air Iceland aus fünf Flugzeugen mit einem Durchschnittsalter von 23,0 Jahren:
| Flugzeugtyp            | Anzahl | bestellt | Anmerkungen | Sitzplätze |
| ---------------------- | ------ | -------- | ----------- | ---------- |
| De Havilland DHC-8-200 | 3      |          |             | 37         |
| De Havilland DHC-8-400 | 2      |          |             | 74 76      |
| Gesamt                 | 5      | –        |             |            |

## Zwischenfälle
- Am 26. September 1970 verunglückte eine Fokker 27-300 der Flugfelag Islands (Luftfahrzeugkennzeichen TF-FIL) beim Anflug auf den Flughafen Vágar auf der färöischen Insel Mykines, weil die Crew den Sinkflug bei Nebel zu früh eingeleitet hatte. Bei dem Unfall kamen der Kapitän und 7 Passagiere, die sich vorne links in der Maschine befunden hatten, ums Leben. 26 Passagiere und Besatzungsmitglieder überlebten, teilweise schwer verletzt. Drei leichter verletzte Passagiere gingen zu Fuß etwa eine Stunde zur Siedlung Mykines, um Hilfe zu holen.[5]